# Feliks Wilski
Feliks Wilski (ur. 13 stycznia 1878 w Józefpolu k. Mszczonowa, zm. 14 lutego 1957) – polski urzędnik i działacz niepodległościowy. Komisarz rządowy na powiat łaski w latach 1918–1919 i starosta powiatu kolskiego w latach 1919–1927.

## Życiorys
Urodził się w rodzinie weteranów powstania styczniowego, Józefa Wilskiego i Stefanii z domu Pietraszewskiej. Pamiętnik z okresu powstania styczniowego autorstwa jego matki w opracowaniu Stefana Kieniewicza wydało w 1952 roku Ossolineum.
W młodości nie angażował się politycznie, brał jednak udział w demonstracjach 3–majowych, z tego powodu przebywał pod dozorem policyjnym, nie pozwolono mu także kontynuować nauki w gimnazjum i innych szkołach państwowych. Naukę pobierał w Szkole Handlowej im. Leopolda Kroneberga. Podczas nauki zaprzyjaźnił się z Walerym Sławkiem.
W 1909 roku w kościele Św. Krzyża w Warszawie wziął ślub z Jadwigą Teresą Hilderbrand. Małżeństwo miało piątkę dzieci.
Podczas I wojny światowej z powodów zdrowotnych oraz materialnych nie zaangażował się w walkę zbrojną, nawiązał jednak kontakt z organizacjami konspiracji niepodległościowej, publikował także artykuły w „Gazecie Polskiej”, „Gońcu” i „Kurierze Porannym”. Posługiwał się pseudonimem „Julianowicz”. Został także członkiem komisji dochodów niestałych Centralnego Komitetu Narodowego w Warszawie.
W 1917 roku zapisał się na Kursy Akademickie dla Wyższej Administracji organizowane przy Uniwersytecie Warszawskim. Po półrocznym kursie, 1 sierpnia 1918 roku został skierowany na praktyki do Prezydium Policji w Łodzi. 10 listopada 1918 roku powrócił do Warszawy, gdzie następnego dnia otrzymał nominację na komisarza rządowego w Łasku. Na początku kwietnia 1919 roku zostaje przeniesiony do Koła, gdzie również obejmuje funkcję komisarza rządowego. Podczas pełnienia funkcji starosty był m.in. prezesem Towarzystwa Przyjaciół Oświaty, angażując się w rozwój gimnazjum w Kole. Podczas wojny polsko-bolszewickiej był także działaczem Obywatelskiego Komitetu Obrony Państwa w Kole.
Podczas przewrotu majowego opowiedział się po stronie rządu. Prawdopodobnie z powodu nieprzychylnego stanowiska wobec sanacji, 10 września 1927 roku został zwolniony ze służby. Zakończyło to jego karierę w administracji państwowej. Następnie opuścił Koło i zamieszkał w Milanówku, gdzie podjął prace w instytucjach finansowych, a następnie w biurach nieruchomości i w księgowości. W 1939 roku opublikował swoje wspomnienia w XX tomie czasopisma „Niepodległość”.
W 1945 roku został członkiem Zarządu Gminy Milanówek z ramienia Stronnictwa Demokratycznego. Pełnił także funkcję kierownika i reżysera Teatru Letniego w Milanówku. Od 1946 roku pracował jako kierwonik świetlicy związkowej przy miejscowej fabryce jedwabiu.
Zmarł 14 lutego 1957 roku, został pochowany w grobowcu rodzinnym na cmentarzu w Mszczonowie.
W listopadzie 2023 roku w Powiatowej i Miejskiej Bibliotece Publicznej w Kole odbyła się wystawa mu poświęcona.